# 612916 Stirlingcolgate
612916 Stirlingcolgate este o planetă minoră (asteroid) din centura de asteroizi. A fost descoperită pe 7 ianuarie 2005 la Nogales de . 
Obiectul prezintă o orbită caracterizată de o semiaxă mare de 2,6556852496175 UAi, o excentricitate de 0,25459945237525, o înclinație de 5,8323445175234 ° în raport cu ecliptica.